# Munții Carpați
Munții Carpați reprezintă un lanț muntos, aparținând marelui sistem muntos central al Europei. Carpații cuprinși între Bazinul Vienei (care-l separă de lanțul alpin) și culoarul Timocului (care îl separă de Stara Planina, în Peninsula Balcanică) formează un arc cu o lungime de circa 1.700 km și lățimea maximă de 130 km, desfășurându-se pe 6° în latitudine și aproximativ 10° în longitudine. Munții Carpați se întind pe teritoriul a șapte state: Cehia (3%), Slovacia (17%), Polonia (10%), Ungaria (4%), Ucraina (11%), România (51%) și Serbia (4%).
Carpații se înfățișează ca fiind niște munți mijlocii sau scunzi, doar câteva sectoare depășind 2000 de metri în altitudine.
Cel mai înalt vârf al întregului lanț Carpatic este vârful Gerlachovský, 2.655 m, în Slovacia - Munții Tatra. În Polonia, cel mai înalt vârf este vârful Rysy (2.499 m), în Ungaria, cea mai înaltă altitudine se înregistrează în vârful Kékes, de 1.014 m, în Ucraina cel mai înalt este Vârful Hovârla (2.061 m), iar în România este vârful Moldoveanu, 2.544 m, situat în Munții Făgăraș din Carpații Meridionali.
Spre deosebire de Alpi, Carpații au mari depresiuni intramontane, iar culmile lor se prezintă sub forma unor suprafețe întinse, acoperite cu pajiști. Carpaților le aparține și cel mai mare lanț vulcanic din Europa. Alături de rocile cristaline și eruptive o mare extensiune o au rocile sedimentare, care dau un relief cu pante domoale.
Clima Carpaților este continentală, precipitațiile cresc în raport cu altitudinea iar vegetația este dispusă în etaje (pajiști alpine sus, păduri de conifere și făget pe pante și pe înălțimile mai mici). Din munții Carpați izvorăsc: Vistula, Nistrul, Tisa, Prutul, Siretul, Mureșul, Oltul ș.a.

## Etimologie
Etimologia numelui purtat de munți este necunoscută, pentru elucidarea ei propunându-se mai multe variante. Două din cele mai cunoscute sunt: 
- Stâncoșii, dintr-un cuvânt dacic cu rădăcina în Proto Indo-Europeanul *sker-/*ker, înrudit, sau identic, cu albanezul karpë(stâncă);
- din proto indo-europeanul  *kwerp (a întoarce, a îndoi), care a dat grecul karpós (încheietură), englezul vechi hweorfan (a întoarce), luându-se în considerare forma munților. Numele a dat și denumirea Carpilor, trib dacic care trăia în Moldova secolelor II-IV. Denumirea le-a fost atribuită de romani sau era una nativă; fie pentru că locuiau dincolo de Carpați, fie prentru că au adoptat-o ei ca locuitori ai zonei.

O altă variantă este proveniența numelui „Carpați” de la tribul dacic al carpilor.

## Geografie
Carpații încep de la Dunăre lângă Bratislava. Ei înconjoară Transcarpatia și Transilvania într-un semicerc larg, continuă spre sud-est, și se sfârșesc la Dunăre lângă Orșova, în România. Lungimea totală a Carpaților este de 1500 km, iar lățimea lanțului montan variază între 12 km și 500 km. Lanțul muntos are cea mai mare lățime în Depresiunea colinară a Transilvaniei și cea mai mare înălțime la poalele Munților Tatra (Gerlachovský štít, care are 2 655 m altitudine, pe teritoriul Slovaciei la granița cu Polonia). Se întinde pe o suprafață de 190.000 km2 și, după Alpi, este cel mai extins lanț muntos din Europa.
Deși în mod obișnuit se face referire la Carpați ca fiind un lanț muntos, ei de fapt nu formează un lanț neîntrerupt de munți. Mai degrabă, constă în câteva grupuri geologic distincte, prezentând o mare varietate structurală ca Alpii. Carpații, care doar în rare locuri depășesc altitudinea de 2500 m, nu prezintă vârfuri stâncoase, zone înzăpezite extinse, ghețari întinși, cascade înalte, sau lacuri întinse care sunt comune în Alpi. Nici o zonă din Carpați nu este înzăpezită tot anul și nu prezintă niciun ghețar. Carpații la altitudinea lor maximă, sunt la fel de înalți ca Alpii Orientali Centrali, cu care împarte un aspect, climat și floră comună.
Carpații sunt separați de Alpi de către Dunăre. Cele două lanțuri muntoase se întâlnesc într-un singur punct: în Munții Leitha la Bratislava. Fluviul desparte, de asemenea, Carpații de lanțul Munților Balcani, la Orșova.

### Carpații românești

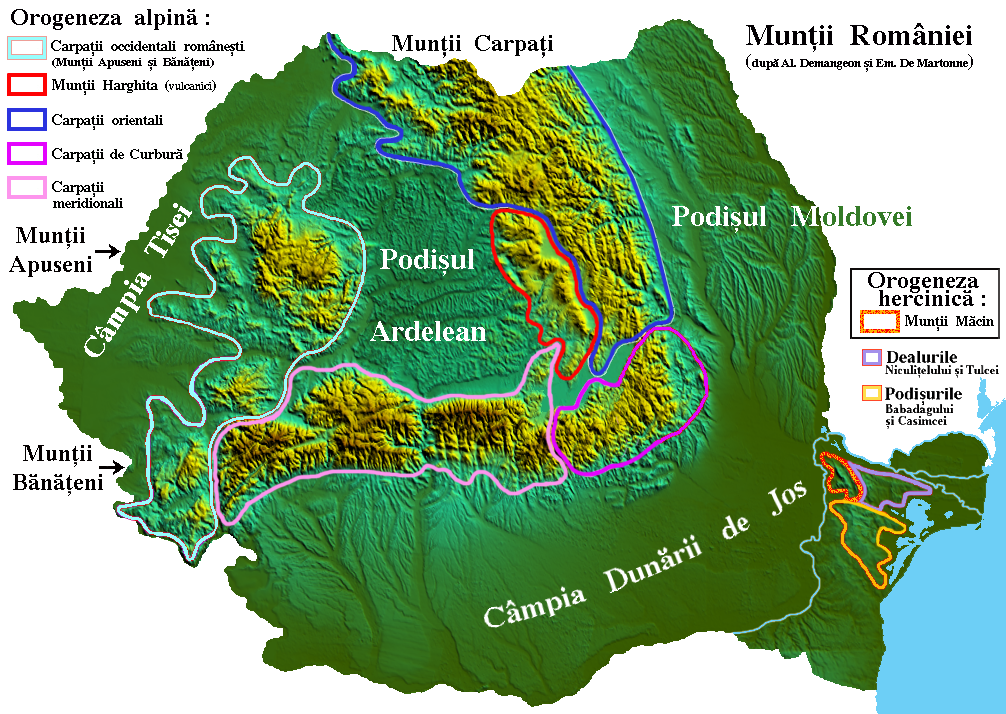
După Emmanuel de Martonne, Carpații României acoperă aproximativ o treime din suprafața României.

Carpații românești fac parte din sectorul estic al sistemului muntos alpin, bine individualizat prin direcția generală a culmilor principale, prin altitudine, prin masivitate și structură. Rezistența Platformei Ruse le-a impus Carpaților la formare o direcție de la nord-nord-vest spre sud-sud-est, direcție modificată apoi spre vest de horstul hercinic dobrogean.
Altitudinea medie a Carpaților este de circa 1000 m, înălțimile maxime depășind rar 2500 m (în Bucegi, Munții Făgărașului, Parângului, Retezatului). În Carpații Occidentali, înălțimile culmilor coboară frecvent sub 800 m (în Munții Codru-Moma, Pădurea Craiului, Banatului etc). Lățimea sistemului muntos carpatin pe teritoriul României variază între 120 km (în Munții Rodnei) și 70 km (în Munții Parângului).
Carpații sunt caracterizați prin prezența unor numeroase depresiuni intramontane și văi transversale, totale sau parțiale (Dunărea, Jiul, Oltul, Râul Bistrița, Mureș, Crișul Repede, etc.) Ei au o vechime de 204 milioane ani.
Potrivit deosebirilor geomorfologice și geologice, lanțul carpatic românesc se împarte în trei mari unități morfotectonice:
- Carpații Orientali - cu 3 grupe mai mari și 40 de grupe montane, care sunt distincte morfologic, geofizic și geografic: 
  - Carpații Maramureșului și Bucovinei
  - Carpații Moldo-Transilvani
  - Carpații de Curbură

- Carpații Meridionali - cu 4 grupe mai mari, subdivizate în 24 de grupe montane, ce sunt distincte   geografic:  
  - Munții Bucegi
  - Munții Făgăraș
  - Munții Parâng
  - Munții Retezat-Godeanu

- Carpații Occidentali Românești- cu 3 grupe mai mari, împărțite la rândul lor în 18 grupe montane distincte morfologic, geofizic și geografic: 
  - Munții Banatului
  - Munții Poiana Ruscă
  - Munții Apuseni

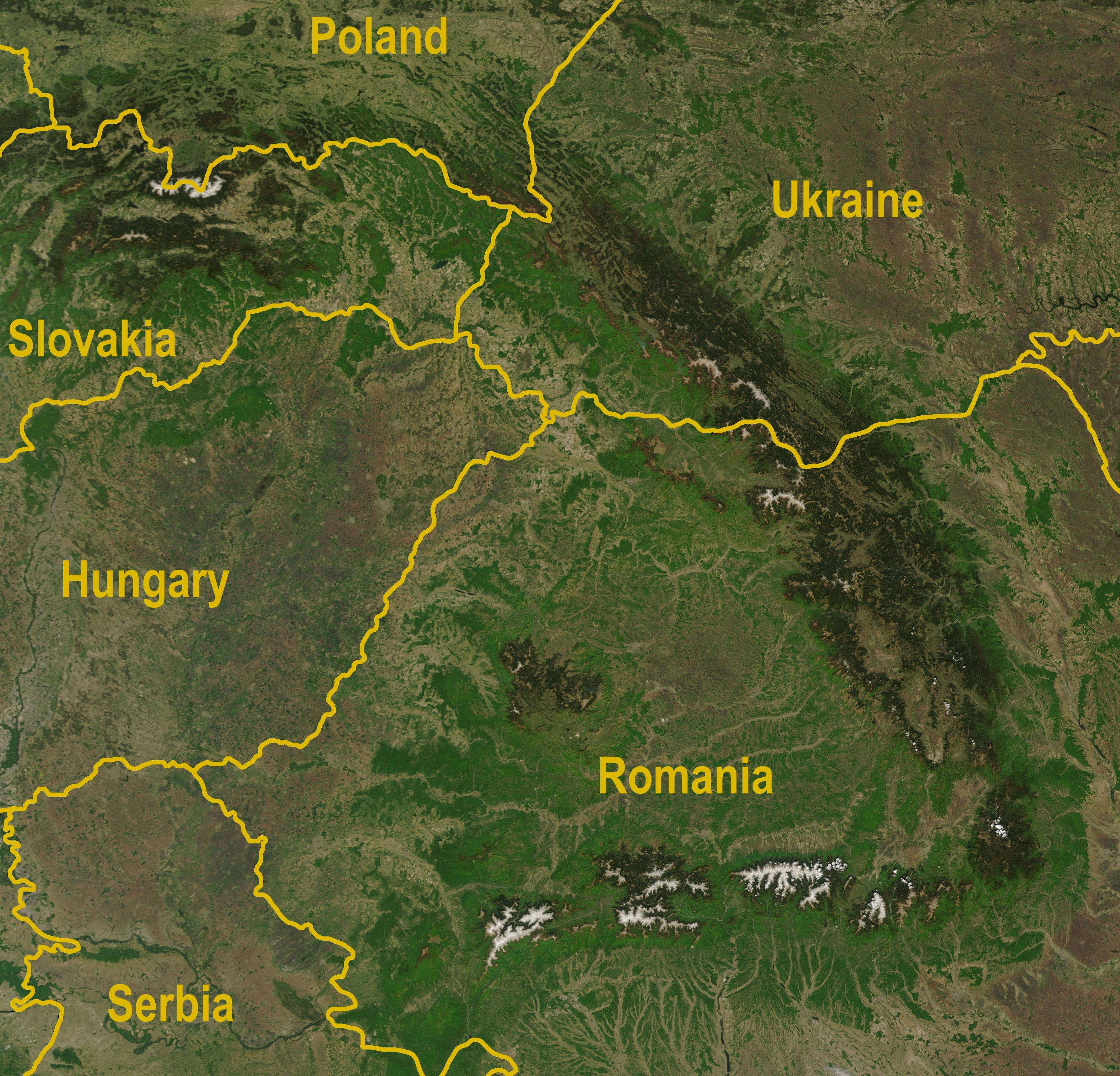
Imagine din satelit a Munților Carpați

Cele mai înalte 12 vârfuri ale Carpaților românești sunt:
1. Moldoveanu (Munții Făgăraș) - 2.544 m.
2. Negoiu (Munții Făgăraș) - 2.535 m.
3. Viștea Mare (Munții Făgăraș) - 2.527 m.
4. Parângul Mare (Munții Parâng) - 2.519 m.
5. Lespezi (Munții Făgăraș) - 2.517 m.
6. Peleaga (Munții Retezat) - 2.509 m.
7. Păpușa Mare (Munții Retezat) - 2.508 m.
8. Vânătoarea lui Buteanu (Munții Făgăraș) - 2.507 m.
9. Călțun (Munții Făgăraș) - 2.505 m.
10. Omu (Munții Bucegi) - 2.505 m.
11. Bucura (Munții Bucegi) - 2.503 m.
12. Dara (Munții Făgăraș) - 2.500 m.

### Clima
Din punct de vedere climatic, Carpații se înscriu în zona climatică temperat-continentală, prezentând nuanțe diferite, ca urmare a desfășurării în latitudine, longitudine și altitudine.
Se poate vorbi de un climat montan, caracterizat de etajare altitudinală, ceea ce generează o scădere a temperaturii și o creștere a cantității de precipitații, pe măsură ce altitudinea crește. Temperaturile medii anuale oscilează între 8 °C la poalele munților și -2 °C pe culmile cele mai înalte. Cantitatea medie anuală de precipitații oscilează între 750 mm și 2000 mm. La altitudini de peste 2000 m, precipitațiile sunt, în cele mai multe cazuri, sub formă de zăpadă.
În partea nordică se resimt influențe climatice baltice, în vest oceanice, în est influențe climatice dinspre Câmpia Rusă (reci și uscate, iarna), iar în sud mediteraneene.

### Apele
Apele sunt foarte numeroase. Cele mai importante râuri ce-și au izvoarele în Carpați sunt: Nitra, Hron, Tisa (cu afluenții săi Bodo, Someș, Criș și Mureș), Jiu, Olt, Argeș, Ialomița, Siret (cu afluenții săi Moldova, Bistrița, Trotuș, Putna, Râmnicu Sărat și Buzău), Prut și Nistru.
Pe culmile mai înalte (în special în Carpații nord-vestici și în Carpații sud-estici) se găsesc numeroase lacuri glaciare. La acestea se adaugă lacurile antropice, în cele mai multe cazuri lacuri de acumulare utilizate în scopuri energetice.

### Orașe

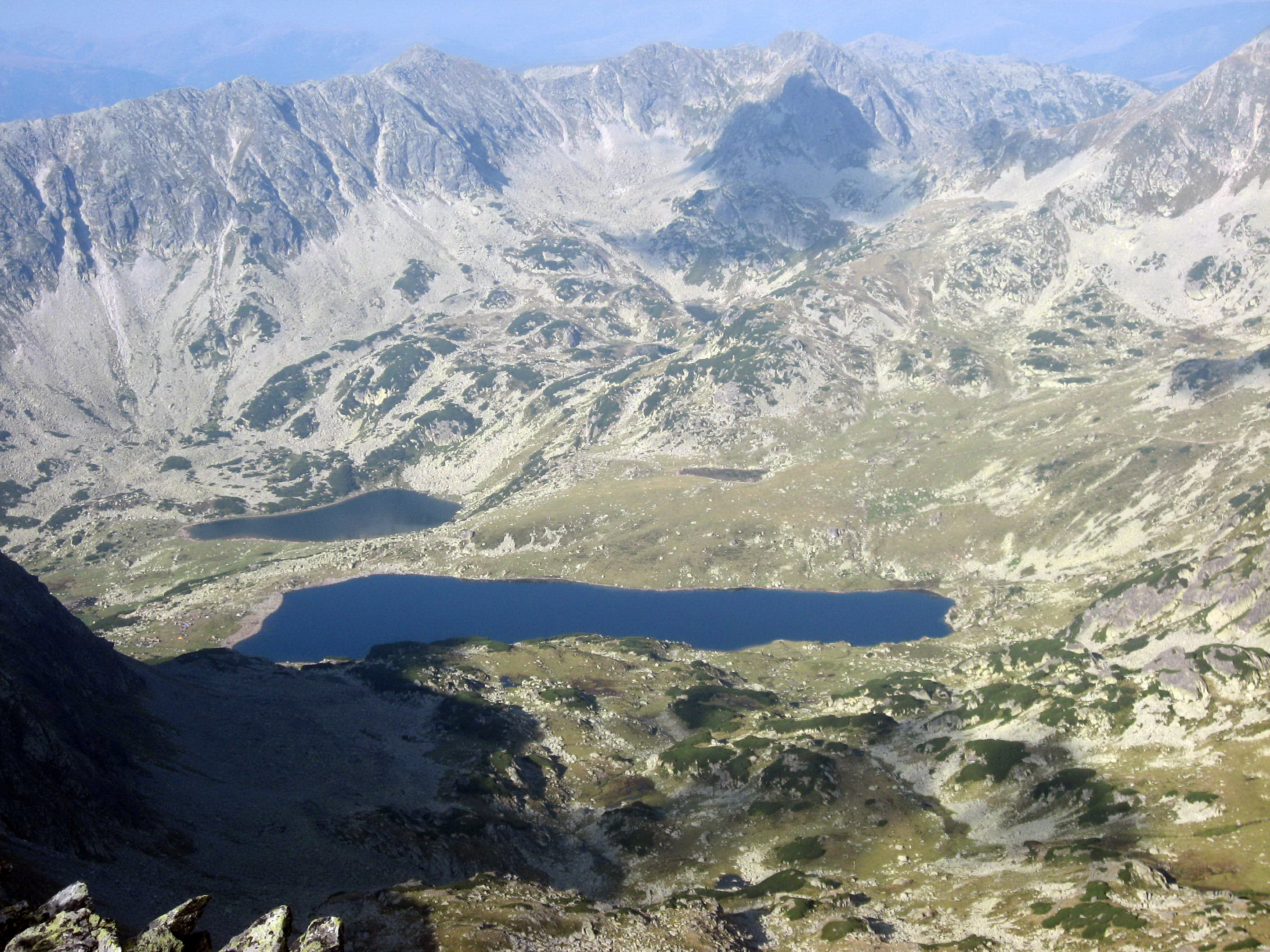
Lacul Bucura

Orașe importante care se regăsesc în perimetrul carpatic, ordonate descrescător după populație: Bratislava (Slovacia, 426 091), Cluj-Napoca (România, 310 243), Brașov (România, 284 596), Košice (Slovacia, 234 596), Miskolc (Ungaria, 178 950), Sibiu (România, 154 892), Târgu Mureș (România, 146 000), Baia Mare (România, 137 976), Tarnów (Polonia, 117 109), Râmnicu Vâlcea (România, 111 497), Uzhhorod (Ucraina, 111 300), Piatra Neamț (România, 105 865), Suceava (România, 104 914), Drobeta-Turnu Severin (România, 104 557), Reșița (România, 86 383), Žilina (Slovacia, 85 477), Bistrița (România, 81 467), Banská Bystrica (Slovacia, 80 730), Deva (România, 80 000), Zlín (Republica Cehă, 79 538), Hunedoara (România, 79 235), Zalău (România, 71 326), Przemyśl (Polonia, 66 715), Alba Iulia (România, 66 369), Zaječar (Serbia, 65 969), Sfântu Gheorghe (România, 61 543), Turda (România, 57 381), Bor (Serbia, 55 817), Mediaș (România, 55 153), Poprad (Slovacia, 55 042), Petroșani (România, 45 194), Negotin (Serbia, 43 551), Miercurea Ciuc (România 42,029), Sighișoara (România, 32 287), Făgăraș (România, 40 126), Petrila (România, 33 123) , Zakopane (Polonia, 27 486), Câmpulung Moldovenesc (România, 20 076), Vatra Dornei (România, 17 864), Rakhiv (Ucraina, 15 241).
Zakopane este un oraș mic, situat la 850 de metri altitudine, pe flancul nordic al Munților Tatra Mare. Este una dintre cele mai renumite stațiuni de sporturi de iarnă din Carpați și din Europa.

## Geologia
Carpații s-au format concomitent cu întregul sistem alpin, în vastul geosinclinal dintre Platforma Rusă (în est), orogenul caledono-hercinic (în vest) și scutul african (în sud). Începând din cretacic, în formarea Carpaților au avut loc mai multe faze de mișcări de înălțare, aparținând orogenezei alpine.
Relieful a căpătat aspectul actual în timpul cuaternarului, dezvoltându-se pe un mozaic de roci (șisturi cristaline, roci vulcanice, roci magmatice și roci sedimentare).
Ca și în Alpi, Apenini sau Munții Scandinaviei, în Carpați se găsesc numeroase arii cu forme de relief carstic și calcaros, forme de relief glaciare relicte, un relief structural și petrografic variat.

### Diviziunile munților Carpați

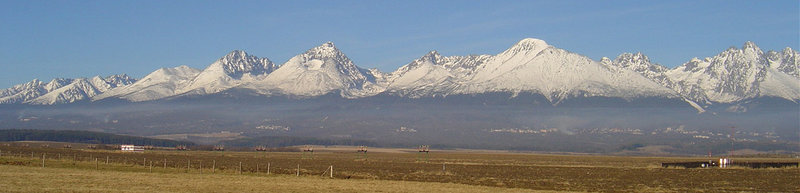
Munții Tatra, parte a lanțului Munților Carpați

Cea mai mare diviziune o constituie Munții Tatra.
O mare parte din vestul și nordul Carpaților Vestici Exteriori din Polonia, Ucraina și Slovacia sunt tradițional numiți Beskids.
Granița geologică dintre Carpații Vestici și cei Estici, parcurge aproximativ linia (de la sud la nord) dintre orașele Michalovce - Bardejov - Nowy Sącz - Tarnów. În harțile vechi granița era mai la est - la linia (de la nord la sud) trasată de râurile Sanna și Osława (Polonia) – orașul Snina (Slovacia) – Tur'ia (Ucraina). Biologii, totuși, mută granița și mai la est.
Granița dintre Carpații Estici și cei sudici e formată din Pasul Predeal, sudul Brașovului și Valea Prahovei.
Ucrainenii folosesc termenul de „Carpații Estici” doar pentru Carpații Ucrainei (sau Carpații Păduroși), în principal pentru zona aflată pe teritoriul lor (până la Pasul Prislop), în timp ce românii folosesc termenul de Carpații Estici (Carpații Orientali) pentru a face referire la zona cuprinsă de la granița cu Ucraina spre sud.

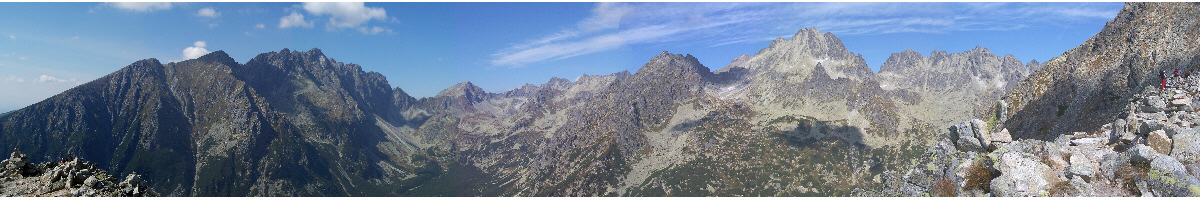
Panoramă din Munții Tatra

Acestea sunt subdiviziunile munților Carpați (în sens orar, de la vest, numerele se referă la hartă):

#### Carpații Vestici
- 1 Carpații Occidentali Exteriori:

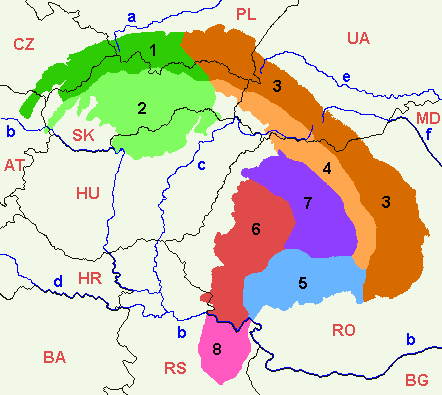
Harta subdiviziunilor munților Carpați.

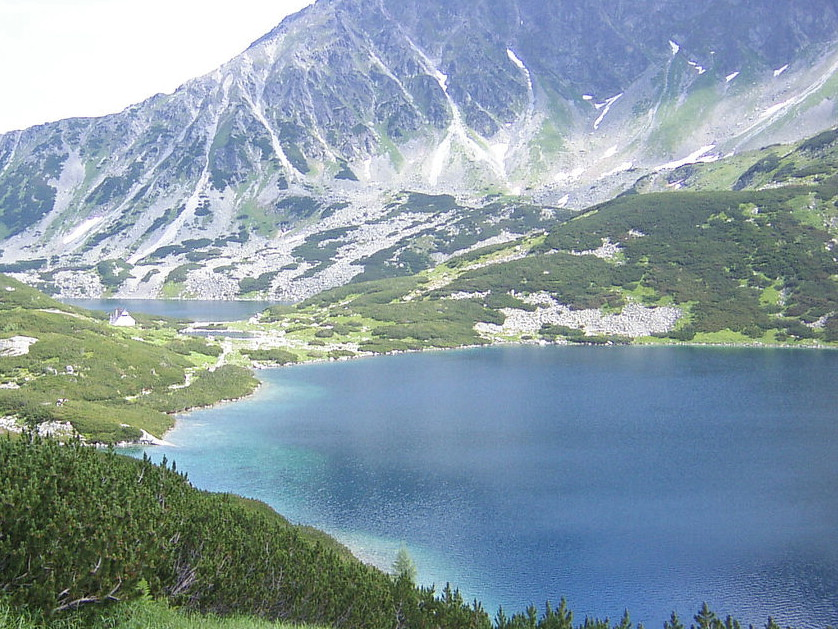
Carpații de Vest, Tatra Mare, Polonia

  - Carpații austrieci ai Moraviei de Sud
  - Capații Moraviei Centrale
  - Carpații Moraviei slovace
  - Piemontul Vest-Beșkidian
  - Beșkizii de Vest
  - Beșkizii Centrali
  - Beșkizii Estici
  - Zona Podhale-Magura

- 2 Carpații Occidentali Interiori:
  - Munții Metaliferi Slovaci
  - Regiunea Fatra-Tatra
  - Munții Medii Slovaci
  - Depresiunea Lučenec-Košice
  - Regiunea Mátra-Slanec

#### Carpații Sud-Estici
- Carpații Orientali:
  - 3 Carpații Orientali Exteriori:
    - Piemontul Central Beșkidian
    - Beșkizii Joși
    - Beșkizii Estici
    - Carpații Moldo-Transilvani
    - Subcarpații Estici

  - 4 Carpații Orientali Interiori:
    - Regiunea Vihorlat-Gutin
    - Munții Bistriței
    - Munții Călimani-Harghita
    - Depresiunea Giurgeu-Brașov
    - Masivul Rakhiv și Munții Maramureșului
    - Depresiunea Maramureș
    - Munții Rodnei
- 5 Carpații Meridionali (cunoscuți și sub denumirea de Alpii transilvăneni):
  - Grupa montană Bucegi-Leaota-Piatra Craiului
  - Grupa montană Iezer-Păpușa-Făgăraș
  - Grupa montană Șureanu-Parâng-Lotrului
  - Grupa muntoasă Retezat-Godeanu
- 6 Carpații Occidentali Românești:
  - Munții Apuseni
  - Munții Poiana Ruscă (uneori considerat drept parte a Carpaților Sudici)
  - Munții Banatului (uneori considerat drept parte a Carpaților Sudici)
- 7 Platoul Transilvan (Uneori neconsiderat a fi parte a Carpaților):
  - Podișul Transilvaniei
  - Depresiunea Mureș-Turda
  - Depresiunea Făgăraș
  - Depresiunea Sibiu
- 8 Carpații Sârbești (uneori considerat drept parte a Carpaților Sudici, sau de alții ca fiind în afara lanțului carpatic)
- Depresiunea Carpatică Exterioară (înconjoară Munții Carpați și în mod normal sunt considerați parte a grupurilor muntoase la care aderă)

## Munții Carpați în media
„Wild Carpathia” este un serial documentar britanic despre Munții Carpați.